# Морський транспорт

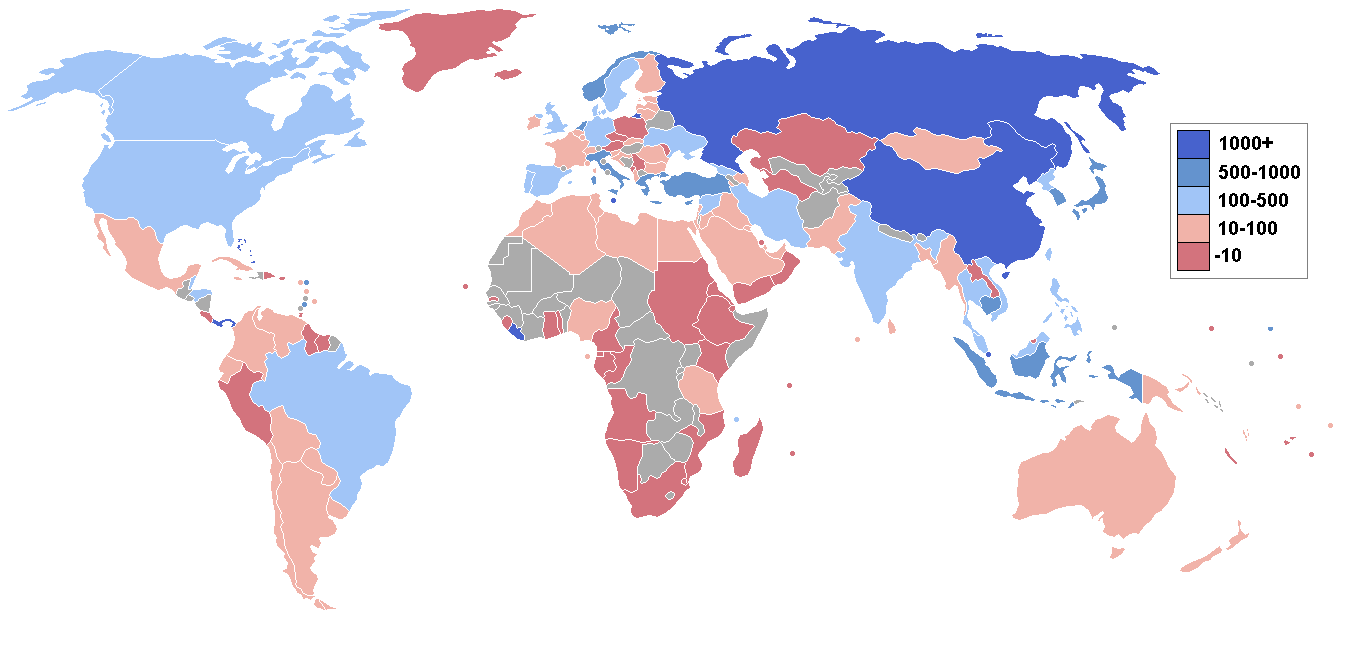
Кількість суден із внутрішнім обсягом понад 1000 реєстрових тонн в 2005 р. по країнаї.

Морськи́й тра́нспорт — вид водного транспорту. До морського транспорту належить будь-яке судно, здатне пересуватися водною поверхнею (морів, океанів і прилеглих акваторій), а також просто перебувати на плаву і виконувати при цьому певні функції, пов'язані з перевезенням, зберіганням, обробкою різних вантажів; перевезенням та обслуговуванням пасажирів.
Морським транспортом перевозиться більша частина вантажів у всьому світі. Особливо стосується наливних вантажів, таких як сира нафта, нафтопродукти, скраплений газ та продукти хімічної промисловості наливом. Друге місце за обсягом перевезень морським транспортом займають контейнери. Судна-контейнеровози витіснили з ринку універсальні судна через те, що у стандартний 20 — або 40-футовий контейнер може бути поміщений будь-який вантаж від голок до автомобілів. До того ж час обробки таких суден знижено у десятки разів, завдяки уніфікації транспортної системи всього світу щодо контейнерних перевезень. Чималу роль відіграє механізація та інформаційне забезпечення транспортних процесів.
Також до спеціалізованих суден, які призначені для перевезення одного або декількох видів вантажу, можна віднести судна-автомобілевози, рефрижераторні судна, скотовози, ваговози, навалювальні (балкери), ліхтеровози, буксирні тощо.
Залежно від завдань і роду вантажу, судна мають відповідними характеристиками, які відображають їх автономність, вантажність, методи навантаження-вивантаження, швидкісні дані; здатність протистояти погодним умовам, обмеження щодо району плавання, здатність проходити Панамським або Суецьким каналами (panamax і handymax), зберігати температурні й атмосферні режими вантажних трюмів.

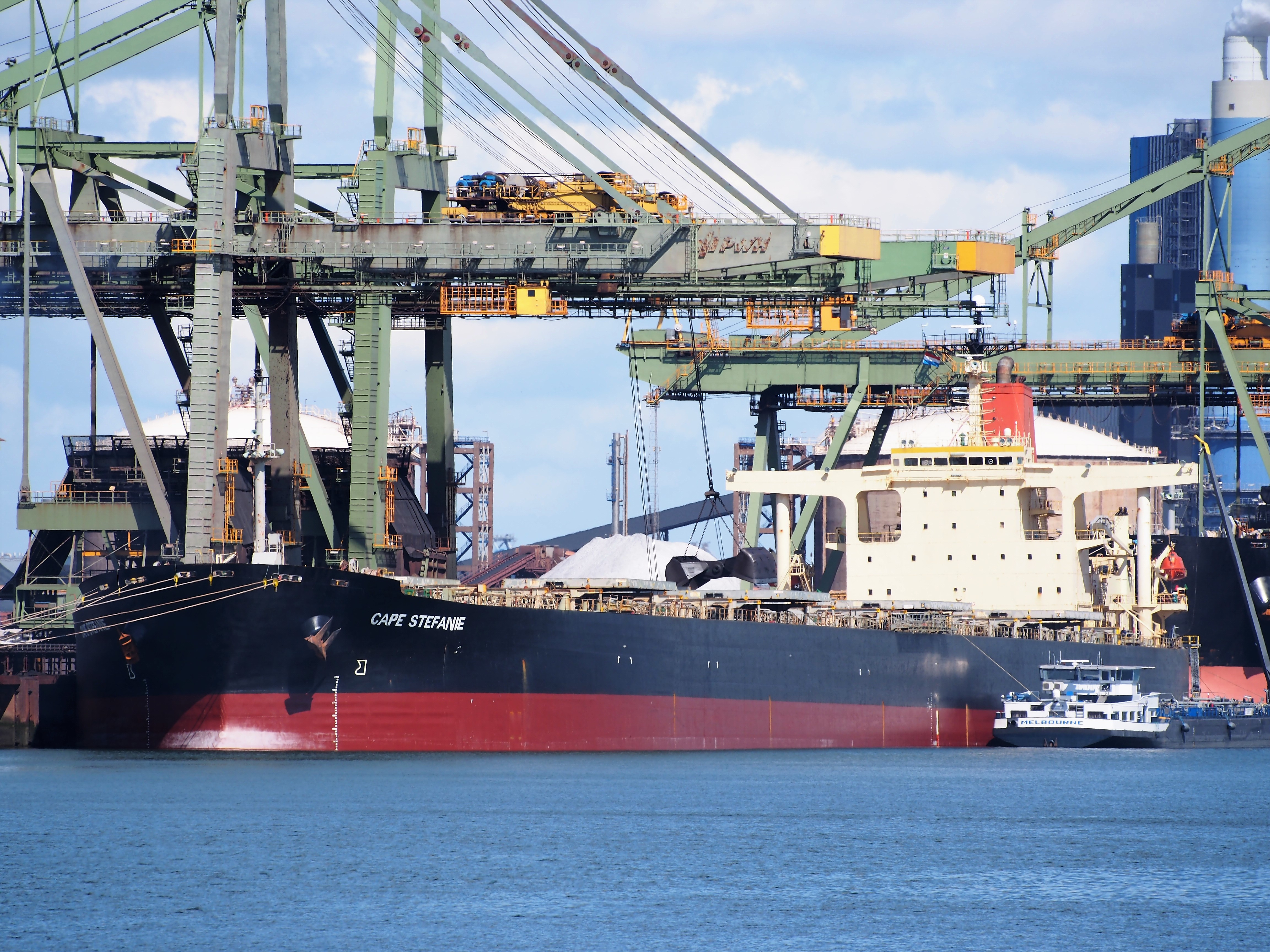
Порт Роттердама, один з найбільших у світі

Лінійні судна — судна, які курсують за певним маршрутом між кількома портами за розкладом.
Трампові судна (англ. tramp — бродяга) складають половину одиниць світового флоту, займаються вільним перевезенням випадкових, попутних вантажів. Вони не прив'язані до певних географічних точок і не обтяжені довгостроковими контрактами на перевезення.
Пасажирські судна та пороми займають окрему нішу в перевезеннях морським транспортом. Найчастіше є лінійними. До них з боку органів контролю пред'являються дуже високі вимоги щодо конструкції й постачання.
Наразі морський транспорт є невіддільною частиною світової транспортної системи.
Морський транспорт і його діяльність регулюють як національні закони, так і міжнародні нормативні документи, конвенції і правила, виконання та дотримання яких суворо контролюють всі країни-учасниці, які підписали певні зобов'язання.
Особливо велика увага приділяється екології та безпеці мореплавання. Враховуючи той обсяг вантажу, який може перевезти одне судно за один раз, морський транспорт не можна назвати повільним. Приклад: 300000 тонн сирої нафти за один раз може бути перевезено зі східних портів Великої Британії в один із портів США на східному березі за десять днів. Великі контейнеровози (до 5000 контейнерів), виходячи з порту Роттердам (Нідерланди), досягають Шанхая (Китай) за 18 днів.

## Переваги й недоліки морського транспорту

### Переваги
- відносно низька собівартість перевезень;
- велика вантажність, що дозволяє перевозити значні партії вантажу;
- практично немає обмежень на пропускну здатність;
- єдине правове і юридичне поле з 400-річною історією.

Доставлення вантажів морським транспортом характерна своєю універсальністю, надійністю і невисокою ціною. Такий спосіб перевезення вибирається для зниження собівартості транспортування вантажу. Морський транспорт особливо ефективний при перевезенні великих обсягів.

### Недоліки
- вимагає наявності обладнаних портів
- низька швидкість перевезень